# Lomba do Cácere
A Lomba do Cácere é uma elevação portuguesa localizada no concelho das Lajes do Pico, ilha do Pico, arquipélago dos Açores.
Este acidente geológico tem o seu ponto mais elevado a 984 metros de altitude acima do nível do mar. Encontra-se nas imediações desta formação montanhosa a Lagoa da Rosada, O Cabeço do Leitão e o Cabeço da Palhinha.